# Dietmar B. Reimann
Dietmar B. Reimann (* 1947; † 2. April 2011) war ein deutscher Privatdetektiv, Schatzsucher und Autor.
Reimann war als Matrose tätig und wurde danach Pionier-Offizier in der Nationalen Volksarmee. 1988 wurde er auf eigenen Wunsch vorzeitig aus dem Militärdienst entlassen, nach achtzehnjähriger Dienstzeit. Reimann bekleidete zu diesem Zeitpunkt den Rang eines Majors. Wieder im zivilen Leben arbeitete er als Bauleiter bei der Universität Leipzig und reparierte Ställe von Versuchstieren. Nach der Wende verlor er diese Beschäftigung. Auf den Rat eines Freundes wurde Reimann Privatdetektiv. Eines Tages kam ein ehemaliger Stasi-Mitarbeiter in seiner Detektei und bat ihn um Unterstützung bei der Suche nach dem Bernsteinzimmer. Reimann begann nun sich näher mit diesem Thema zu befassen, dabei wandte er sich besonders den Unterlagen der Stasi zu.
Im Lauf der Jahre veröffentlichte Reimann mehrere Bücher über den Verbleib des Bernsteinzimmers, das er wie Teilen des Hohenzollernschatzes im Poppenwald vermutete. Insgesamt verbrachte er dort mehr als zehn Jahre mit der Suche. Obgleich er erfolglos blieb und seine Theorien umstritten sind, löste seine Aktivitäten ein gesteigertes Interesse an der Suche nach dem Bernsteinzimmer aus. Er hielt regelmäßig Vorträge zu dem Thema.
Nachdem er sich 2010 einer Herzoperation unterziehen musste, gab Reimann die aktive Schatzsuche im Februar 2011 auf. Anfang April 2011 starb er im Alter von 64 Jahren an einer Herzmuskelentzündung.
Er lebte in Großpösna.

## Veröffentlichungen
- Das Bernsteinzimmerkomplott
  - Band 1: Die Enttarnung eines Mythos (1997)
  - Band 2: Das versteckte Königreich (2000)
  - Band 3: Vom Mythos zur Geschichte (2004)
- Des Kaisers neue Krone (2010)